# 1945 en arts plastiques
| Années des arts plastiques : 1942 - 1943 - 1944 - 1945 - 1946 - 1947 - 1948    |
| Décennies des arts plastiques : 1910 - 1920 - 1930 - 1940 - 1950 - 1960 - 1970 |

Cette page concerne l'année 1945 en arts plastiques.

## Événements
- 3 juillet : la Jeune Peinture belge, une association artistique belge, est fondée à Bruxelles.

## Œuvres
- Tête d'otage 1945 de Jean Fautrier.
- La Crucifixion mexicaine de Marc Chagall.
- L'Âme de la ville de Marc Chagall.

## Naissances
- 15 février : Michel Four, peintre français,
- 26 février : Jacques Flèchemuller, peintre et lithographe français,
- 8 mars : Anselm Kiefer, artiste plasticien allemand,
- 13 mars : Jean Garonnaire, peintre, auteur et illustrateur de livres pour enfants français,
- 14 mai : Antoine Tzapoff, peintre français,
- 2 juin : Richard Long, sculpteur, photographe et peintre anglais,
- 12 juin : Jacques Cesa, peintre, décorateur d'intérieur et graveur suisse († 22 août 2018),
- 14 juin : Jörg Immendorff, peintre allemand († 28 mai 2007),
- 9 juillet : Gilles Ghez, artiste plasticien français,
- 24 juillet : Claude Margat, poète, essayiste, romancier et peintre français † 30 novembre 2018),
- 6 août : Abraham Pincas, peintre, chercheur, écrivain, professeur et voyageur bulgaro-franco-israélien († 24 mai 2015),
- 7 août : Dana Roman, peintre roumaine,
- 12 août : Denis Rivière, peintre français († 25 janvier 2020),
- 13 août : Daniel Marteau, peintre, sculpteur et dessinateur français († 6 avril 2009),
- 8 septembre : Klaus Paier, artiste du graffiti allemand († 9 juillet 2009),
- 26 octobre : Ahmed Ben Yessef, peintre, dessinateur, lithographe et sculpteur marocain,
- 31 décembre : Issa Samb, sculpteur, peintre, acteur, critique, auteur, poète, dramaturge et philosophe sénégalais († 25 avril 2017),
- ? : 
  - Pierre-François Gorse, peintre et aquarelliste français († 6 novembre 2011),
  - Sadao Hasegawa, illustrateur japonais spécialisé dans le dessin homoérotique († 20 novembre 1999),
  - Fatima Hassan El Farouj, peintre marocaine († 2010),
  - Jingpo Sun, peintre chinois.

## Décès
- 14 janvier : Vilhelms Purvītis, peintre letton (° 3 mars 1872),
- 17 janvier :
  - István Réti, peintre hongrois (° 26 décembre 1872),
  - Teodoro Wolf Ferrari, peintre italien (° 29 juin 1878),
- 31 janvier : Benoît Hartmann, peintre français (° 27 janvier 1865),
- 11 février : Takahashi Hiroaki, peintre japonais (° 2 janvier 1871),
- 17 février : Ferdinand Gueldry, peintre et illustrateur français (° 21 mai 1858),
- 19 février :
  - Achille Beltrame, peintre et illustrateur italien (° 18 mars 1871),
  - Nikolaï Bogdanov-Belski, peintre russe puis soviétique (° 6 décembre 1868),
- 26 février : Hashimoto Kansetsu, peintre japonais du style nihonga (° 10 novembre 1883),
- 27 février : Isidore Odorico, mosaïste et footballeur français (° 30 octobre 1893),
- 6 mars :
  - Ernest-Pascal Blanchard, peintre et vitrailliste français (° 31 mars 1861).
  - Étienne Martin, peintre compositeur et écrivain français (° 27 juillet 1856),
  - Milena Pavlović-Barili, peintre et poétesse serbe puis yougoslave (° 5 novembre 1909),
- 8 mars : Jan van der Linde, peintre néerlandais (° 3 janvier 1864),
- 11 mars : Jean-Amédée Gibert, peintre et architecte français (° 24 janvier 1869),
- 15 mars :
  - Adolf Fényes, peintre hongrois (° 29 avril 1867),
  - Guillaume-Ernest Pellus, peintre et peintre verrier français (° 17 juin 1878),
- 24 mars : Malva Schalek, peintre austro-hongroise puis tchécoslovaque d'origine juive (° 18 février 1882),
  - mars : Emīlija Gruzīte, peintre lettone (° 7 septembre 1873),
- 2 avril : Fredrik Kolstø, peintre norvégien (° 5 mars 1860),
- 4 avril : Constantin Vechtchilov, peintre impressionniste russo-américain (° 1877),
- 7 avril : Nina Alexandrowicz, peintre, aquarelliste et sculptrice française (° 1888),
- 10 avril : Constant Detré, peintre français (° 2 janvier 1891),
- 28 avril : Jean Daligault, prêtre, résistant, peintre et sculpteur français (° 8 juin 1899),
- 30 avril : Chris Lebeau, peintre, graphiste, professeur d'art, théosophe et anarchiste néerlandais (° 26 mai 1878),
- ? avril : Josef Čapek, peintre, écrivain, photographe et illustrateur austro-hongrois puis tchécoslovaque (° 23 mars 1887),
- 5 mai : Tytus Czyżewski, peintre, poète et critique d'art polonais (° 28 décembre 1880),
- 13 mai : Bernard Essers, dessinateur, illustrateur, graveur, aquarelliste et peintre-verrier néerlandais (° 11 mars 1893),
- 24 mai : Constantin Gorbatov, peintre russe puis soviétique (° 17 mai 1876),
- 31 mai : Leonid Pasternak, peintre russe puis soviétique (° 4 avril 1862),
- 5 juin : Antonín Procházka, peintre austro-hongrois puis tchécoslovaque (° 5 juin 1882),
- 7 juin :
  - Árpád Basch, peintre, graphiste et affichiste hongrois (° 16 avril 1873),
  - Fausto Eliseo Coppini, peintre italien (° 15 février 1870),
- 9 juin : Georges Le Meilleur, peintre et graveur français (° 31 janvier 1861),
- 12 juin : Gaston de Latenay, peintre, aquarelliste et graveur français (° 5 avril 1859),
- 9 juillet : Léon Printemps, peintre français (° 26 mai 1871),
- 15 juillet : Enrico Giannelli, peintre italien (° 30 décembre 1854),
- 18 juillet : Édouard Bisson, peintre français (° 6 avril 1856),
- 22 juillet : Veloso Salgado, peintre portugais (° 2 avril 1864),
- ? juillet : Marguerite Crissay, peintre française (° 1874),
- 13 août : Abel Faivre, peintre, illustrateur et caricaturiste français (° 30 mars 1867),
- 21 août : Maurice Eliot, peintre, pastelliste, graveur, illustrateur et professeur de dessin français (° 9 septembre 1862),
- 24 août : Venceslas Dédina, graveur, peintre et sculpteur français d'origine austro-hongroise (° 21 août 1872),
- 13 septembre : Édouard Fraisse, peintre, sculpteur et médailleur français (° 14 mai 1880),
- 28 septembre : Pierre Aubin, peintre français (° 21 novembre 1884),
- 30 septembre : Pierre Rivemale, peintre français (° 1er juillet 1910),
- 1er octobre : Oscar Lüthy, peintre suisse (° 26 juin 1882),
- 7 octobre : Paul Baignères, peintre, illustrateur et décorateur français (° 17 novembre 1869),
- 13 octobre :
  - Eugène Benjamin Selmy, peintre français (° 3 mai 1874),
  - Lucien Simon, peintre, aquarelliste, dessinateur et lithographe français (° 18 juillet 1861),
- 19 octobre : N. C. Wyeth, artiste et illustrateur américain (° 22 octobre 1882),
- 20 octobre : Paul Pascal, peintre français (° 25 novembre 1867),
- 23 octobre : Louis Moe, peintre, dessinateur, illustrateur, graveur et lithographe dano-norvégien (° 20 avril 1857),
- 25 octobre : Ermenegildo Agazzi, peintre italien (° 24 juillet 1886),
- 31 octobre : Ignacio Zuloaga, peintre espagnol (° 20 juin 1870),
- ? octobre : Marie-Thérèse Dethan-Roullet,  peintre française (° février 1870),
- 8 novembre : Alexandre Cingria, peintre, décorateur, dessinateur, critique d'art et écrivain suisse (° 22 mars 1879),
- 27 novembre : José Maria Sert, peintre et photographe espagnol (° 21 décembre 1874),
- 30 novembre : Albert Éloy-Vincent, journaliste et peintre français (° 20 décembre 1868),
- 13 décembre : Adolphe Crauk, graveur au burin et peintre français (° 24 mai 1865),
- 4 décembre : Henri Voisin, peintre aquafortiste, graveur, illustrateur et sculpteur français (° 8 août 1861),
- 16 décembre : Martha Stettler, peintre suisse (° 25 septembre 1870),
- 19 décembre : Hans Bohrdt, peintre allemand (° 11 février 1857),
- 25 décembre : Georges Carré, peintre et illustrateur français (° 31 mai 1878),
- 28 décembre : Marcello Fabri, poète, pamphlétaire, essayiste, écrivain, dramaturge, philosophe, critique d'art et peintre français (° 17 juin 1889),
- 29 décembre : André Hellé pseudonyme d'André Laclôtre, peintre, illustrateur et lithographe français († 26 mars 1871),
- ? :
  - Alfredo Gauro Ambrosi, peintre italien (° 8 août 1901),
  - Dragomir Arambašić, sculpteur et peintre serbe puis yougoslave (° 1881),
  - Louis Bausil, peintre français (° 1876),
  - Henry Bouvet, peintre français (° 7 novembre 1859),
  - Hermann Delpech, peintre français (° 6 août 1864),
  - Henriette Dubois-Damart, peintre pastelliste française (° 1885),
  - Jean-Amédée Gibert, peintre, architecte et conservateur français (° 28 janvier 1869),
  - Adrien Karbowsky, peintre, dessinateur, architecte et décorateur français (° 15 décembre 1855),
  - Adolfo Scarselli, peintre de genre italien (° 1er novembre 1866),
- Vers 1945 :
  - Henri Dodelier, militaire, illustrateur et peintre français (° 9 octobre 1862),
- 1942 ou 1945 :
  - Boris Zvorykine, peintre, illustrateur et traducteur russe puis soviétique (° 1er octobre 1872).